# Cyndee Giebler
Cyndee Giebler (* 7. Juli 1958) ist eine US-amerikanische Komponistin und Musikpädagogin.
Giebler studierte Komposition an der University of St. Thomas in Saint Paul/Minnesota. Sie betrieb zunächst ein privates Violin- und Klavierstudio, bevor sie 1992 an der Holy Family School in Martinette, Wisconsin, zu unterrichten begann. Neben dem Musikunterricht leitet sei einen Schulchor und ein Schulorchester und führt jährlich ein Musical auf. Sie trat als vorrangig Komponistin von eingänglichen und einprägsamen Vokalwerken und Kompositionen für Blasorchester hervor.

## Werke
- Elasticity für Streichorchester
- Patriotic Patchwork für Blasorchester
- Serendipity March für Blasorchester
- Away in a Manger für Unisono-Chor und Klavier
- Gloria Deo für Frauenchor und Klavier
- I Heard a Bird Sing für Frauenchor und Klavier
- Il est ne (Traditional French Carol) für Frauenchor und Klavier
- The Bullfrog's Song für Frauenchor und Klavier